# Philippe Bron
Philippe Bron (* 1. Juni 1958) ist ein ehemaliger französischer Freestyle-Skier. Er war auf die Buckelpisten-Disziplin Moguls spezialisiert und gewann zweimal die Disziplinenwertung sowie drei Rennen im Weltcup.

## Biografie
Philippe Bron stammt aus Saint-Pierre-d’Entremont (Isère). Sein älterer Bruder Guy starb im Alter von 25 Jahren bei einem Autounfall.
Bron gab am 24. März 1982 sein Debüt im Freestyle-Skiing-Weltcup und belegte auf Anhieb Rang zwei. In der folgenden Saison konnte er sich in sechs Rennen dreimal unter den besten zehn klassieren, erreichte aber keine absoluten Spitzenplätze. Im Januar 1984 feierte er in Stoneham seinen ersten Weltcupsieg und sicherte sich mit fünf weiteren Podestplätzen in jener Saison erstmals den Gewinn der Moguls-Disziplinenwertung. Seine erfolgreichste Saison hatte Bron im Winter 1984/85. Mit zwei Siegen in Tignes und am Mont Gabriel sowie vier weiteren Podiumsplatzierungen wiederholte er seinen Sieg in der Disziplinenwertung, was zuletzt seinem Landsmann Nano Pourtier drei Jahre zuvor gelungen war. Außerdem kürte er sich zum dritten Mal in Folge zum Europameister. Danach konnte er nicht mehr an diese Erfolge anknüpfen und erreichte in drei Wintern lediglich sieben Platzierungen unter den besten zehn. Bei den Weltmeisterschaften in Tignes kam er nicht über Rang 15 hinaus, für den olympischen Demonstrationswettbewerb von Calgary wurde er nicht nominiert. Im März 1988 beendete der fünfmalige französische Meister seine aktive Laufbahn im Leistungssport.
Nach dem Karriereende war Bron als Freestyle-Trainer für den französischen Skiverband tätig und führte Athleten wie Edgar Grospiron, Raphaëlle Monod oder Candice Gilg zu insgesamt sechs Weltmeistertiteln. Im Juli 2015 wurde er in seinem Heimatdorf Saint-Pierre-d’Entremont (Isère) mit zwei Bronzeskulpturen geehrt.

## Erfolge

### Weltmeisterschaften
- Tignes 1986: 15. Moguls

### Weltcupwertungen
| Saison  | Gesamt | Gesamt | Moguls | Moguls |
| Saison  | Platz  | Punkte | Platz  | Punkte |
| ------- | ------ | ------ | ------ | ------ |
| 1982    | 75.    | 24     | 35.    | 24     |
| 1983    | 33.    | 17     | 8.     | 68     |
| 1984    | 17.    | 24     | 1.     | 142    |
| 1984/85 | 13.    | 24     | 1.     | 166    |
| 1985/86 | 53.    | 10     | 19.    | 39     |
| 1986/87 | 48.    | 11     | 19.    | 76     |
| 1987/88 | 56.    | 11     | 21.    | 74     |

### Weltcupsiege
Bron errang im Weltcup 13 Podestplätze, davon 3 Siege:
| Datum             | Ort          | Land       | Disziplin |
| ----------------- | ------------ | ---------- | --------- |
| 13. Januar 1984   | Stoneham     | Kanada     | Moguls    |
| 12. Dezember 1984 | Tignes       | Frankreich | Moguls    |
| 11. Januar 1985   | Mont Gabriel | Kanada     | Moguls    |

### Weitere Erfolge
- 4 Moguls-Medaillen bei Europameisterschaften (Gold 1983–1985, Silber 1987)
- 5 französische Meistertitel[2] (Moguls)